# Selección de balonmano de Dinamarca
La Selección de balonmano de Dinamarca es el equipo formado por jugadores de nacionalidad danesa que representa a la Federación Danesa de Balonmano en las competiciones internacionales organizadas por la Federación Internacional de Balonmano (IHF) o el Comité Olímpico Internacional (COI). Es una de las selecciones más importantes del panorama internacional, al haber ganado cuatro Campeonatos del mundo, dos Campeonatos de Europa y dos medallas de oro en los Juegos Olímpicos.

## Palmarés
| Competición        | Medalla de oro         | Medalla de plata | Medalla de bronce      |
| ------------------ | ---------------------- | ---------------- | ---------------------- |
| Juegos Olímpicos   | 2016, 2024             | 2020             |                        |
| Campeonato Mundial | 2019, 2021, 2023, 2025 | 1967, 2011, 2013 | 2007                   |
| Campeonato Europeo | 2008, 2012             | 2014, 2024       | 2002, 2004, 2006, 2022 |

### Trayectoria

#### Juegos Olímpicos
| - 1936 - No participó - 1972 - 13.ª plaza - 1976 - 8.ª plaza - 1980 - 9.ª plaza - 1984 - 4.ª plaza | - 1988 - No participó - 1992 - No participó - 1996 - No participó - 2000 - No participó - 2004 - No participó | - 2008 - 7.ª plaza - 2012 - 6.ª plaza - 2016 - Campeón - 2020 - Subcampeón - 2024 - Campeón |

#### Campeonatos del Mundo
| - 1938 - 4.ª plaza - 1954 - 5.ª plaza - 1958 - 4.ª plaza - 1961 - 5.ª plaza - 1964 - 7.ª plaza - 1967 - Subcampeón - 1970 - 4.ª plaza - 1974 - 8.ª plaza - 1978 - 4.ª plaza - 1982 - 4.ª plaza | - 1986 - 8.ª plaza - 1990 - No participó - 1993 - 9.ª plaza - 1995 - 19.ª plaza - 1997 - No participó - 1999 - 9.ª plaza - 2001 - No participó - 2003 - 9.ª plaza - 2005 - 13.ª plaza - 2007 - Tercer puesto | - 2009 - 4.ª plaza - 2011 - Subcampeón - 2013 - Subcampeón - 2015 - 5.ª plaza - 2017 - 10.ª plaza - 2019 - Campeón - 2021 - Campeón - 2023 - Campeón - 2025 - Campeón |

#### Campeonatos de Europa
| - 1994 - 4.ª plaza - 1996 - 12.ª plaza - 1998 - No participó - 2000 - 10.ª plaza - 2002 - Tercer puesto - 2004 - Tercer puesto | - 2006 - Tercer puesto - 2008 - Campeón - 2010 - 5.ª plaza - 2012 - Campeón - 2014 - Subcampeón - 2016 - 6.ª plaza | - 2018 - 4.ª plaza - 2020 - 13.ª plaza - 2022 - Tercer puesto - 2024 - Subcampeón |

## Selección

### Última convocatoria
Convocatoria del seleccionador nacional Nikolaj Jacobsen para el Campeonato Europeo de Balonmano Masculino de 2024
| Dorsal | Posición          | Nombre                | Edad | Altura (m) | Peso (kg) | Partidos | Goles | Club                   |
| ------ | ----------------- | --------------------- | ---- | ---------- | --------- | -------- | ----- | ---------------------- |
| 1      | Portero           | Niklas Landin         | 33   | 2.01       | 102       | 261      | 11    | Aalborg Håndbold       |
| 3      | Lateral derecho   | Niclas Kirkeløkke     | 29   | 1.95       | 100       | 64       | 122   | Rhein-Neckar Löwen     |
| 4      | Extremo izquierdo | Magnus Landin         | 26   | 1.97       | 92        | 120      | 224   | THW Kiel               |
| 7      | Extremo izquierdo | Emil Jakobsen         | 24   | 1.90       | 86        | 55       | 197   | SG Flensburg-Handewitt |
| 11     | Central           | Rasmus Lauge          | 30   | 1.95       | 102       | 151      | 383   | Bjerringbro-Silkeborg  |
| 12     | Portero           | Emil Nielsen          | 26   | 1.95       | 125       | 25       | 1     | F.C. Barcelona         |
| 15     | Pivote            | Magnus Saugstrup      | 25   | 1.95       | 105       | 69       | 158   | SC Magdeburg           |
| 18     | Extremo derecho   | Hans Lindberg         | 40   | 1.88       | 88        | 289      | 784   | Füchse Berlin          |
| 19     | Lateral derecho   | Mathias Gidsel        | 24   | 1.90       | 89        | 55       | 279   | Füchse Berlin          |
| 21     | Lateral izquierdo | Henrik Møllgaard      | 39   | 1.96       | 107       | 205      | 182   | Aalborg Håndbold       |
| 22     | Central           | Mads Mensah Larsen    | 30   | 1.88       | 105       | 190      | 317   | SG Flensburg-Handewitt |
| 24     | Lateral izquierdo | Mikkel Hansen         | 34   | 1.92       | 93        | 255      | 1303  | Aalborg Håndbold       |
| 25     | Extremo derecho   | Lukas Jørgensen       | 24   | 1.94       | 109       | 18       | 59    | SG Flensburg-Handewitt |
| 26     | Extremo derecho   | Jóhan Hansen          | 27   | 1.90       | 90        | 85       | 160   | SG Flensburg-Handewitt |
| 27     | Lateral izquierdo | Michael Damgaard      | 33   | 1.92       | 91        | 92       | 239   | SC Magdeburg           |
| 29     | Lateral izquierdo | Aaron Mensing         | 34   | 1.98       | 100       | 17       | 42    | GOG Gudme              |
| 34     | Pivote            | Simon Hald            | 27   | 2.03       | 120       | 81       | 90    | Aalborg Håndbold       |
| 43     | Central           | Simon Pytlick         | 23   | 1.93       | 98        | 22       | 89    | SG Flensburg-Handewitt |
| 45     | Lateral derecho   | Emil Wernsdorf Madsen | 23   | 1.94       | 100       | 5        | 11    | GOG Gudme              |

### Entrenadores
- Aksel Pedersen (1938-1961)
- Henry Larsen (1961-1962)
- Steen Pedersen (1962-1964)
- Gunnar Black Petersen (1964-1966)
- Bent Jakobsen (1966-1970)
- Knud Knudsen (1970)
- John Bjørklund (1971-1972)
- Jørgen Gaarskjær (1972-1976)
- Leif Mikkelsen (1976-1987)
- Anders Dahl-Nielsen (1987-1992)
- Ole Andersen (1992-1993)
- Ulf Schefvert (1993-1997)
- Keld Nielsen (1997-1999)
- Leif Mikkelsen (1999-2000)
- Torben Winther (2000-2005)
- Ulrik Wilbek (2005-2014)
- Guðmundur Guðmundsson (2014-2017)
- Nikolaj Jacobsen (2017-presente)